# Lista czasopism o mandze
Poniżej znajduje się lista czasopism o mandze publikowanych w Japonii i innych krajach. Tytuły podane są w kolejności alfabetycznej.

## Publikowane w Japonii
| Tytuł                               | Japoński tytuł                   | Odbiorcy       | Wydawca               | Oficjalna strona |
| ----------------------------------- | -------------------------------- | -------------- | --------------------- | ---------------- |
| „.hack//G.U.: The World”            | ドットハックジーユー ザ ワールド | grupa męska    | Kadokawa Shoten       |                  |
| „Action De Luxe”                    | アクションデラックス             | seinen         | Futabasha             |                  |
| „Afternoon”                         | アフタヌーン                     | seinen         | Kōdansha              |                  |
| „Animage”                           | アニメージュ                     |                | Tokuma Shoten         |                  |
| „Animedia”                          | アニメディア                     |                | Gakken                |                  |
| „Aqua BL Kingdom”                   | アクアBLキングダム               | josei, yaoi    | Okla Publishing       |                  |
| „Aria”                              | アリア                           | shōjo          | Kōdansha              |                  |
| „Asuka Ciel”                        | あすかCIEL                       | shōjo, yaoi    | Kadokawa Shoten       |                  |
| „Asuka Fantasy DX”                  | 月刊ASUKAファンタジーDX          | shōjo          | Kadokawa Shoten       |                  |
| „Ax”                                |                                  |                | Sony Magazines        |                  |
| „Be x Boy”                          |                                  | shōjo, yaoi    | Libre Publishing      |                  |
| „Be x Boy Gold”                     |                                  | josei, yaoi    | Libre Publishing      |                  |
| „Be-Love”                           | ビー·ラブ                        | josei          | Kōdansha              |                  |
| „Bessatsu CoroCoro Comic”           | 別冊コロコロコミック             | kodomo-muke    | Shōgakukan            |                  |
| „Bessatsu Friend”                   | 別冊フレンド                     | shōjo          | Kōdansha              |                  |
| „Bessatsu Hana to Yume”             | 別冊花とゆめ                     | shōjo          | Hakusensha            |                  |
| „Bessatsu Kindai Mahjong”           | 別冊近代麻雀                     |                | Takeshobō             |                  |
| „Bessatsu Manga Action”             | 別冊漫画アクション               | seinen         | Futabasha             |                  |
| „Bessatsu Margaret”                 | 別冊マーガレット                 | shōjo          | Shūeisha              |                  |
| „Bessatsu Shōnen King”              | 別冊少年キング                   | shōnen         | Shōnen Gahōsha        |                  |
| „Bessatsu Shōnen Magazine”          | 別冊少年マガジン                 | shōnen         | Kōdansha              |                  |
| „Bessatsu Shōnen Magazine”          | 別冊少年マガジン                 | shōnen         | Kōdansha              |                  |
| „Bessatsu Shōnen Sunday”            | 別冊少年サンデー                 | shōnen         | Shōgakukan            |                  |
| „Bessatsu Weekly Manga Times”       | 別冊週刊漫画TIMES                | seinen         | Hōbunsha              |                  |
| „Betsucomi”                         | ベツコミ                         | shōjo          | Shōgakukan            |                  |
| „Big Comic”                         | ビッグコミック                   | seinen         | Shōgakukan            |                  |
| „Big Comic For Lady”                | ビッグコミックfor Ladies         | josei          | Shōgakukan            |                  |
| „Big Comic Original”                | ビッグコミックオリジナル         | seinen         | Shōgakukan            |                  |
| „Big Comic Pockets”                 | ビッグコミックポケッツ           | seinen         | Shōgakukan            |                  |
| „Big Comic Spirits”                 | ビッグコミックスピリッツ         | seinen         | Shōgakukan            |                  |
| „Big Comic Superior”                | ビッグコミックスペリオール       | seinen         | Shōgakukan            |                  |
| „Big Gold”                          | ビッグゴールド                   | seinen         | Shōgakukan            |                  |
| „Boy Pierce”                        |                                  | yaoi           |                       |                  |
| „Boy's Life”                        | ボーイズライフ                   | shōnen         | Shōgakukan            |                  |
| „Boy's Love”                        |                                  | yaoi           |                       |                  |
| „Business Jump”                     | ビジネスジャンプ                 | seinen         | Shūeisha              |                  |
| „Champion Red”                      | チャンピオンレッド               | shōnen         | Akita Shoten          |                  |
| „Champion Red Ichigo”               | チャンピオンレッドいちご         | shōnen         | Akita Shoten          |                  |
| „Charano!”                          | キャラの!                        | grupa męska    | Hobby Japan           |                  |
| „Cheese!”                           | チーズ!                          | shōjo          | Shōgakukan            |                  |
| „Chorus”                            | コーラス                         | josei          | Shūeisha              |                  |
| „Chuchu”                            | ちゅちゅ                         | shōjo          | Shōgakukan            |                  |
| „Ciao”                              | ちゃお                           | shōjo          | Shōgakukan            |                  |
| „Ciel Tres Tres”                    | シエル トレトレ                  | yaoi           | Kadokawa Shoten       |                  |
| „COM”                               | コム                             |                | Osamu Tezuka          |                  |
| „Combat Comic”                      | 月刊コンバットコミック           | seinen         | Nihon Shuppansha      |                  |
| „Comi Digi +”                       | 隔月コミデジ+                    | seinen         | Flex Comix            |                  |
| „Comic Amour”                       |                                  | josei          | Dream Maker           |                  |
| „Comic Beam”                        | コミックビーム                   | seinen         | Enterbrain            |                  |
| „Comic Birz”                        | 月刊コミックバーズ               | seinen         | Gentosha              |                  |
| „Comic Blade Brownie”               | コミックブレイドブラウニー       | shōnen / shōjo | Mag Garden            |                  |
| „Comic Blade Masamune”              | コミックブレイドマサムネ         | shōnen         | Mag Garden            |                  |
| „Comic Bom Bom”                     | コミックボンボン                 | kodomo-muke    | Kōdansha              |                  |
| „Comic Cue”                         | コミックCUE                      |                | East Press            |                  |
| „Comic Crimson”                     | コミック クリムゾン              | shōjo          | Sobisha               |                  |
| „Comic Flapper”                     | コミックフラッパー               | seinen         | Media Factory         |                  |
| „Comic Gum”                         | コミックガム                     | seinen         | Wani Books            |                  |
| „Comic High!”                       | コミック·ハイ!                   | seinen         | Futabasha             |                  |
| „Comic June”                        | コミックJUNE                     | yaoi           | Magazine Magazine     |                  |
| „Comic LO”                          | 成年コミックエルオー             | lolicon        | Akane Shinsha         |                  |
| „Comic MegaStore”                   | コミックメガストア               | hentai         | Core Magazine         |                  |
| „Comic MegaStore H”                 | コミックメガストアH              | hentai         | Core Magazine         |                  |
| „Comic Rex”                         | コミックレックス                 | shōnen         | Ichijinsha            |                  |
| „Comic RIN”                         | コミックリン                     | hentai         | Akane Shinsha         |                  |
| „Comic Rush”                        | 月刊コミックラッシュ             | shōnen         | Jive                  |                  |
| „Comic Sigma”                       | コミック シグマ                  | hentai         | Akane Shinsha         |                  |
| „Comic Sylph”                       | シルフ                           | shōjo          | ASCII Media Works     |                  |
| „Comic Tenma”                       | コミック天魔                     | hentai         | Akane Shinsha         |                  |
| „Comic Yell!”                       | コミックエール!                  | seinen         | Hōbunsha              |                  |
| „Comic Yuri Hime”                   | コミック百合姫                   | yuri           | Ichijinsha            |                  |
| „Comic Yuri Hime S”                 | コミック百合姫S                  | yuri           | Ichijinsha            |                  |
| „Comp Ace”                          | 月刊コンプ エース                | seinen         | Kadokawa Shoten       |                  |
| „Comptiq”                           | コンプティーク                   | grupa męska    | Kadokawa Shoten       |                  |
| „Cookie”                            | クッキー                         | shōjo          | Shūeisha              |                  |
| „CoroCoro Comic”                    | 月刊コロコロコミック             | Kodomo-muke    | Shōgakukan            |                  |
| „CoroCoro Ichiban!”                 | コロコロイチバン!                | Kodomo-muke    | Shōgakukan            |                  |
| „Craft”                             | クラフト                         | yaoi           | Taiyou Tosho          |                  |
| „Cutie Comic”                       | キューティ·コミック              | josei          | Takarajimasha         |                  |
| „Dengeki Comic Gao!”                | 月刊電撃コミックガオ!            | shōnen         | MediaWorks            |                  |
| „Dengeki Daioh”                     | 月刊コミック電撃大王             | shōnen         | ASCII Media Works     |                  |
| „Dengeki G's Festival! Comic”       | 電撃G’s Festival! COMIC          | seinen         | ASCII Media Works     |                  |
| „Dengeki G’s Magazine”              | 電撃G’s magazine                 | grupa męska    | ASCII Media Works     |                  |
| „Dengeki Kuro Maoh”                 | 電撃黒「マ)王                    | seinen         | ASCII Media Works     |                  |
| „Dengeki Maoh”                      | 電撃「マ)王                      | seinen         | ASCII Media Works     |                  |
| „Dengeki Moeoh”                     | 電撃萌王                         | seinen         | ASCII Media Works     |                  |
| „Dengeki Teioh”                     | 電撃帝王                         | seinen         | ASCII Media Works     |                  |
| „Dessert”                           | デザート                         | shōjo          | Kōdansha              |                  |
| „Dragon Age Pure”                   | ドラゴンエイジピュア             | shōnen         | Fujimi Shobo          |                  |
| „drap”                              | ドラ                             | yaoi           |                       |                  |
| „Erotics F”                         | マンガ·エロティクス·エフ         | erotyczny      | Ohta Books            |                  |
| „Evening”                           | イブニング                       | seinen         | Kōdansha              |                  |
| „Fanny”                             | ファニー                         | josei          |                       |                  |
| „Fantasia Battle Royal”             |                                  | grupa męska    |                       |                  |
| „Feel Young”                        | フィール·ヤング                  | josei          | Shodensha             |                  |
| „Flowers”                           | フラワーズ                       | josei          | Shōgakukan            |                  |
| „For Mrs.”                          | フォアミセス                     | josei          | Akita Shoten          |                  |
| „Fresh Gangan”                      | フレッシュガンガン               | shōnen         | Square Enix           |                  |
| „Gangan Powered”                    | ガンガンパワード                 | shōnen         | Square Enix           |                  |
| „Garo”                              | ガロ                             |                | Katsuichi Nagai       |                  |
| „Gekkan Young King”                 | 月刊ヤングキング                 | seinen         | Shōnen Gahōsha        |                  |
| „Gessan”                            | ゲッサン                         | shōnen         | Shōgakukan            |                  |
| „Gekkan GFantasy”                   | 月刊Gファンタジー                | shōnen         | Square Enix           |                  |
| „Good! Afternoon”                   | good!アフタヌーン                | seinen         | Kōdansha              |                  |
| „Gundam Ace”                        | ガンダムエース                   | shōnen         | Kadokawa Shoten       |                  |
| „Hana to Yume”                      | 花とゆめ                         | shōjo          | Hakusensha            |                  |
| „Hanaoto”                           | 花音                             | yaoi           | Hōbunsha              |                  |
| „Hanaoto Gold”                      | 花音ゴールド                     | yaoi           | Hōbunsha              |                  |
| „Hanayume EX”                       | 花ゆめEX                         | shōjo          | Hakusensha            |                  |
| „Hontō ni Atta Yukai na Hanashi”    | 本当にあったゆかいな話           | yonkoma        | Takeshobo             |                  |
| „Hontō ni Atta Yukai na Hanashi DX” | 本当にあったゆかいな話デラックス | yonkoma        | Takeshobo             |                  |
| „Ichi Raci”                         | いち*ラキ                        | yaoi           | Tōsuisha              |                  |
| „Ikki”                              | 月刊IKKI                         | seinen         | Shōgakukan            |                  |
| „Jossie”                            | ジョシィ                         | josei          | Hakusensha            |                  |
| „Judy”                              | ジュディ                         | josei          | Shōgakukan            |                  |
| „Jump Square”                       | ジャンプスクエア                 | shōnen         | Shūeisha              |                  |
| „Keitai Manga Town”                 | ケータイまんがタウン             | yonkoma        | Futabasha             |                  |
| „Kerokero Ace”                      | ケロケロエース                   | shōnen         | Kadokawa Shoten       |                  |
| „Kindai Mahjong Gold”               | 近代麻雀ゴールド                 |                | Takeshobō             |                  |
| „Kindai Mahjong Original”           | 近代麻雀オリジナル               |                | Takeshobō             |                  |
| „Kiss”                              | キス                             | josei          | Kōdansha              |                  |
| „Kōshoku Shōnen no Susume”          | 好色少年のススメ                 | shotacon       | Akane Shinsha         |                  |
| „LaLa”                              | ララ                             | shōjo          | Hakusensha            |                  |
| „LaLa DX”                           | ララ デラックス                  | shōjo          | Hakusensha            |                  |
| „Lemon People”                      | レモンピープル                   | hentai         | Kubo Shoten           |                  |
| „Love Shota”                        | らぶショタ                       | shotacon       |                       |                  |
| „Magazine Be x Boy”                 |                                  | yaoi           | Libre Shuppan         |                  |
| „Magazine SPECIAL”                  | マガジンスペシャル               | shōnen         | Kōdansha              |                  |
| „Magazine Z”                        | 月刊マガジンZ                    | seinen         | Kōdansha              |                  |
| „Magi-Cu”                           | マジキュー                       | grupa męska    | Enterbrain            |                  |
| „Manga 4-koma Kings Palette”        | まんが4コマKINGSぱれっと         | yonkoma        | Ichijinsha            |                  |
| „Manga 4-koma Kings Palette Lite”   | まんが4コマKINGSぱれっと         | yonkoma        | Ichijinsha            |                  |
| „Manga Burikko”                     | 漫画ブリッコ                     | lolicon        | Serufu Shuppan        |                  |
| „Manga Club”                        | まんがくらぶ                     | yonkoma        | Takeshobo             |                  |
| „Manga Club Original”               | まんがくらぶオリジナル           | yonkoma        | Takeshobo             |                  |
| „Manga Home”                        | まんがホーム                     | yonkoma        | Hōbunsha              |                  |
| „Manga Life”                        | まんがライフ                     | yonkoma        | Takeshobo             |                  |
| „Manga Life Momo”                   | まんがライフMOMO                 | yonkoma        | Takeshobo             |                  |
| „Manga Life Original”               | まんがライフオリジナル           | yonkoma        | Takeshobo             |                  |
| „Manga Life Selection”              | まんがライフセレクション         | yonkoma        | Takeshobo             |                  |
| „Manga Pachinker”                   | 漫画パチンカー                   | pachinko       | Byakuya-Shobo         |                  |
| „Manga Time”                        | まんがタイム                     | yonkoma        | Hōbunsha              |                  |
| „Manga Time Collection”             | まんがタイムコレクション         | yonkoma        | Hōbunsha              |                  |
| „Manga Time Family”                 | まんがタイムファミリー           | yonkoma        | Hōbunsha              |                  |
| „Manga Time Jumbo”                  | まんがタイムジャンボ             | yonkoma        | Hōbunsha              |                  |
| „Manga Time Kirara”                 | まんがタイムきらら               | yonkoma        | Hōbunsha              |                  |
| „Manga Time Kirara Carat”           | まんがタイムきららCarat          | yonkoma        | Hōbunsha              |                  |
| „Manga Time Kirara Forward”         | まんがタイムきららフォワード     | seinen         | Hōbunsha              |                  |
| „Manga Time Kirara Max”             | まんがタイムきららMAX            | yonkoma        | Hōbunsha              |                  |
| „Manga Time Lovely”                 | まんがタイムラブリー             | yonkoma        | Hōbunsha              |                  |
| „Manga Time Original”               | まんがタイムオリジナル           | yonkoma        | Hōbunsha              |                  |
| „Manga Time Special”                | まんがタイムスペシャル           | yonkoma        | Hōbunsha              |                  |
| „Manga Town”                        | まんがタウン                     | yonkoma        | Futabasha             |                  |
| „Manga Town Original”               | まんがタウンオリジナル           | yonkoma        | Futabasha             |                  |
| „Margaret”                          | マーガレット                     | shōjo          | Shūeisha              |                  |
| „Megami Magazine”                   | メガミマガジン                   |                | Gakken                |                  |
| „Melody”                            | メロディ                         | shōjo          | Hakusensha            |                  |
| „Mimi”                              | ミミ                             | shōjo          | Kōdansha              |                  |
| „Mist”                              |                                  | yuri           |                       |                  |
| „Gekkan Asuka”                      | 月刊あすか                       | shōjo          | Kadokawa Shoten       | kadokawa.co.jp   |
| „Gekkan Comic Alive”                | 月刊コミックアライブ             | seinen         | Media Factory         |                  |
| „Gekkan Comic Avarus”               | 月刊コミックアヴァルス           | shōjo          | Mag Garden            |                  |
| „Gekkan Comic Blade”                | 月刊コミックブレイド             | shōnen         | Mag Garden            |                  |
| „Gekkan Comic BunBun”               | 月刊コミックブンブン             | kodomo-muke    | Poplar Publishing     |                  |
| „Gekkan Comic Dragon”               | 月刊コミックドラゴン             | shōnen         | Fujimi Shobo          |                  |
| „Gekkan Comic Ryū”                  | 月刊COMICリュウ                  | seinen         | Tokuma Shoten         |                  |
| „Gekkan Comic Zero Sum”             | 月刊コミックZERO-SUM             | shōjo          | Ichijinsha            |                  |
| „Gekkan Dragon Age”                 | 月刊ドラゴンエイジ               | shōnen         | Fujimi Shobo          |                  |
| „Gekkan Dragon Junior”              | 月刊ドラゴンジュニア             | shōnen         | Fujimi Shobo          |                  |
| „Gekkan Dragon Magazine”            | ドラゴンマガジン                 | grupa męska    | Fujimi Shobo          |                  |
| „Gekkan Gangan Joker”               | 月刊ガンガンJOKER                | shōnen         | Square Enix           |                  |
| „Gekkan Gangan Wing”                | 月刊ガンガンWING                 | shōnen         | Square Enix           |                  |
| „Gekkan Manga Shōnen”               | 月刊漫画少年                     | shōnen         | Kōdansha              |                  |
| „Gekkan Shōnen Captain”             | 月刊少年キャプテン               | shōnen         | Tokuma Shoten         |                  |
| „Gekkan Shōnen Champion”            | 月刊少年チャンピオン             | shōnen         | Akita Shoten          |                  |
| „Gekkan Shōnen Gangan”              | 月刊少年ガンガン                 | shōnen         | Square Enix           |                  |
| „Gekkan Shōnen Jets”                | 月刊少年ジェッツ                 | shōnen         | Hakusensha            |                  |
| „Gekkan Shōnen Jump”                | 月刊少年ジャンプ                 | shōnen         | Shūeisha              |                  |
| „Gekkan Shōnen Magazine”            | 月刊少年マガジン                 | shōnen         | Kōdansha              |                  |
| „Gekkan Shōnen Rival”               | 月刊少年ライバル                 | shōnen         | Kōdansha              |                  |
| „Gekkan Shōnen Sirius”              | 月刊少年シリウス                 | shōnen         | Kōdansha              |                  |
| „Gekkan Super Action”               | スーパーアクション               | seinen         | Futabasha             |                  |
| „Gekkan Shōnen World”               | 月刊少年ワールド                 | shōnen         | Ushio Publishing      |                  |
| „Morning 2”                         | モーニング·ツー                  | seinen         | Kōdansha              |                  |
| „Mōsō Shōnen”                       | 妄想少年                         | shotacon       |                       |                  |
| „Nakayoshi”                         | なかよし                         | shōjo          | Kōdansha              |                  |
| „Newtype”                           | 月刊ニュータイプ                 |                | Kadokawa Shoten       |                  |
| „Oh Super Jump”                     | オースーパージャンプ             | seinen         | Shūeisha              |                  |
| „Opera”                             | オペラ                           |                |                       |                  |
| „Otoko Musume no Ko Heaven”         | 男娘の子HEAVEN                   | shotacon       |                       |                  |
| „Pachinker World”                   | パチンカーワールド               | pachinko       | Byakuya-Shobo         |                  |
| „Petit Comic”                       | プチコミック                     | josei          | Shōgakukan            |                  |
| „Play Comic”                        | プレイコミック                   | seinen         | Akita Shoten          |                  |
| „Princess”                          | プリンセス                       | shōjo          | Akita Shoten          |                  |
| „Princess Gold”                     | プリンセスGOLD                   | shōjo          | Akita Shoten          |                  |
| „Racish”                            |                                  | yaoi           |                       |                  |
| „Ribon”                             | りぼん                           | shōjo          | Shūeisha              |                  |
| „Ribon Original”                    | りぼんオリジナル                 | shōjo          | Shūeisha              |                  |
| „Shōjo Comic”                       | 少女コミック                     | shōjo          | Shōgakukan            |                  |
| „Shōjo Friend”                      | 少女フレンド                     | shōjo          | Kōdansha              |                  |
| „Shōnen Ai no Bigaku”               | 少年愛の美学                     | shotacon       | Shobukan              |                  |
| „Shōnen Ace”                        | 月刊少年エース                   | shōnen         | Kadokawa Shoten       |                  |
| „Shōnen Big Comic”                  | 少年ビッグコミック               | shōnen         | Shōgakukan            |                  |
| „Shōnen Book”                       | 少年ブック                       | shōnen         | Shūeisha              |                  |
| „Shōnen Iro Zukan”                  | 少年色図鑑                       | shotacon       |                       |                  |
| „Shōnen Magazine”                   | 週刊少年マガジン                 | shōnen         | Kōdansha              |                  |
| „Shōnen Magazine Wonder”            | マガジンワンダー                 | shōnen         | Kōdansha              |                  |
| „Shōnen Romance”                    | 少年浪漫                         | shotacon       |                       |                  |
| „Shōnen Shikō”                      | 少年嗜好                         | shotacon       |                       |                  |
| „Shōnen Sunday Super”               | 少年サンデー超                   | shōnen         | Shōgakukan            |                  |
| „Shōnen Yūgi”                       | 少年遊戯                         | shotacon       |                       |                  |
| „Shota Comi”                        | ショタコミ                       | shotacon       |                       |                  |
| „Shota Mimi Love”                   | ショタみみLOVE                   | shotacon       |                       |                  |
| „Shota Tama”                        | ショタ魂                         | shotacon       |                       |                  |
| „Silky”                             | シルキー                         | josei          | Hakusensha            |                  |
| „Sunday GX”                         | 月刊サンデーGENE-X               | seinen         | Shōgakukan            |                  |
| „Super Jump”                        | スーパージャンプ                 | seinen         | Shūeisha              |                  |
| „Ultra Jump”                        | ウルトラ ジャンプ                | seinen         | Shūeisha              |                  |
| „V-Jump”                            | ブイジャンプ                     | shōnen         | Shūeisha              |                  |
| „Shūkan Comic Bunch”                | 週刊コミックバンチ               | seinen         | Coamix / Shinchosha   |                  |
| „Shūkan Manga Action”               | 週刊漫画アクション               | seinen         | Futabasha             |                  |
| „Shūkan Manga Goraku”               | 週刊漫画ゴラク                   | seinen         | Nihon Bungeisha       |                  |
| „Shūkan Manga Sunday”               | 週刊漫画サンデー                 | seinen         | Jitsugyo no Nihon Sha |                  |
| „Shūkan Manga Tengoku”              | 週刊漫画天国                     | seinen         | Nihon Bungeisha       |                  |
| „Shūkan Manga Times”                | 週刊漫画TIMES                    | seinen         | Hōbunsha              |                  |
| „Shūkan Manga Times Zokan”          | 週刊漫画TIMES増刊                | seinen         | Hōbunsha              |                  |
| „Shūkan Morning”                    | 週刊モーニング                   | seinen         | Kōdansha              |                  |
| „Shūkan Shōnen Action”              | 週刊少年アクション               | shōnen         | Futabasha             |                  |
| „Shūkan Shōnen Champion”            | 週刊少年チャンピオン             | shōnen         | Akita Shoten          |                  |
| „Shūkan Shōnen Jump”                | 週刊少年ジャンプ                 | shōnen         | Shūeisha              |                  |
| „Shūkan Shōnen King”                | 週刊少年キング                   | shōnen         | Shōnen Gahōsha        |                  |
| „Shūkan Shōnen Magazine”            | 週刊少年マガジン                 | shōnen         | Kōdansha              |                  |
| „Shūkan Shōnen Sunday”              | 週刊少年サンデー                 | shōnen         | Shōgakukan            |                  |
| „Shūkan Young Jump”                 | 週刊ヤングジャンプ               | seinen         | Shūeisha              |                  |
| „Shūkan Young Sunday”               | 週刊ヤングサンデー               | shōnen         | Shōgakukan            |                  |
| „Wings”                             | 月刊ウィングス                   | shōjo          | Shinshokan            |                  |
| „Yan Mama Comic”                    | ヤンママコミック                 | josei          | Kasakura Publishing   |                  |
| „You”                               | ユー                             | josei          | Shūeisha              |                  |
| „Young Ace”                         | ヤングエース                     | seinen         | Kadokawa Shoten       |                  |
| „Young Animal”                      | ヤングアニマル                   | seinen         | Hakusensha            |                  |
| „Young Animal Arashi”               | ヤングアニマル嵐                 | seinen         | Hakusensha            |                  |
| „Young Champion”                    | ヤングチャンピオン               | seinen         | Akita Shoten          |                  |
| „Young Comic”                       | ヤングコミック                   | seinen         | Shōnen Gahōsha        |                  |
| „Young Gangan”                      | ヤングガンガン                   | seinen         | Square Enix           |                  |
| „Young King”                        | ヤングキング                     | seinen         | Shōnen Gahōsha        |                  |
| „Young King Ours”                   | ヤングキングアワーズ             | seinen         | Shōnen Gahōsha        |                  |
| „Young Magazine”                    | 週刊ヤングマガジン               | seinen         | Kōdansha              |                  |
| „Young Rose”                        | ヤングローズ                     | josei          |                       |                  |
| „Young You”                         | ヤングユー                       | josei          | Shūeisha              |                  |
| „Yuri Shimai”                       | 百合姉妹                         | yuri           | Sun Magazine          |                  |
| „Yuri Tengoku”                      | 百合天国                         | yuri           |                       |                  |
| „Zero”                              |                                  | yaoi           | Biblos                |                  |
| „Zōkan Young Gangan”                | 増刊ヤングガンガン               | seinen         | Square Enix           |                  |

## Publikowane poza Japonią
| Tytuł                           | Państwo                    | Odbiorcy       | Wydawca                                            | Oficjalna strona |
| ------------------------------- | -------------------------- | -------------- | -------------------------------------------------- | ---------------- |
| „AKIBA”                         | Polska                     | wszyscy        | HoshiArt                                           |                  |
| „Anime+”                        | Polska                     | wszyscy        | Phoenix Press                                      |                  |
| „Animegaido”                    | Polska                     | wszyscy        | ProScript Sp. z o.o.                               |                  |
| „AmeriManga”                    | Kanada · Stany Zjednoczone |                | Studio Ironcat                                     |                  |
| „Anime”                         | Finlandia                  | wszyscy        | H-Town Oy                                          |                  |
| „Anime Guide”                   | Rosja                      |                |                                                    |                  |
| „ruManga”                       | Rosja                      |                | IZM, LLC                                           |                  |
| „Animerica”                     | Kanada · Stany Zjednoczone |                | Viz Media                                          |                  |
| „Animerica Extra”               | Kanada · Stany Zjednoczone | shōjo          | Viz Media                                          |                  |
| „Aniway”                        | Holandia · Belgia          |                |                                                    |                  |
| „Banzai!”                       | Niemcy                     | shōnen         | Carlsen Verlag                                     |                  |
| „Be x Boy”                      | Francja                    | yaoi           | Asuka                                              |                  |
| „B's LOG”                       | Hiszpania                  | shōnen-ai      | Planeta DeAgostini                                 |                  |
| „Champ”                         | Indonezja                  |                |                                                    |                  |
| „Cobra”                         | Szwecja                    | seinen, shōnen |                                                    |                  |
| „The Comics Journal”            | Kanada · Stany Zjednoczone |                | Fantagraphics Books                                |                  |
| „Culture Crash Comics”          | Filipiny                   |                |                                                    |                  |
| „Daisuki”                       | Niemcy                     | shōjo          | Carlsen Verlag                                     |                  |
| „Drawn and Quarterly Anthology” | Stany Zjednoczone          |                |                                                    |                  |
| „Hanalala”                      | Indonezja                  | shōjo          |                                                    |                  |
| „Kawaii”                        | Polska                     | wszyscy        | Silver Shark, Future Network, Bauer, Phoenix Press |                  |
| „Kiseki”                        | Australia                  | wszyscy        |                                                    |                  |
| „Kreko Komik Remaja”            | Malezja                    |                |                                                    |                  |
| „Koneko”                        | Niemcy                     |                | raptor publishing GmbH                             |                  |
| „Magazyn Arigato”               | Polska                     | wszyscy        | Studio Lain                                        |                  |
| „Manga Mania”                   | Dania                      |                |                                                    |                  |
| „Manga Mania”                   | Norwegia                   |                |                                                    |                  |
| „Manga Mania”                   | Szwecja                    |                |                                                    |                  |
| „Manga Mania”                   | Wielka Brytania            |                | Dark Horse Comics                                  |                  |
| „Manga Max”                     | Wielka Brytania            |                | Titan Magazines                                    |                  |
| „Manga Mover”                   | Wielka Brytania            |                |                                                    |                  |
| „Manga Power”                   | Niemcy                     |                |                                                    |                  |
| „Manga Twister”                 | Niemcy                     | shōjo, shōnen  |                                                    |                  |
| „Mangaholix”                    | Filipiny                   |                | Publisher                                          |                  |
| „Mangajin”                      | Kanada · Stany Zjednoczone | edukacyjny     | Mangajin                                           |                  |
| „Mangamix”                      | Polska                     | wszyscy        | Waneko                                             |                  |
| „Mangaphile”                    | Kanada · Stany Zjednoczone |                |                                                    |                  |
| „Mangazine”                     | Kanada · Stany Zjednoczone |                | Antarctic Press                                    |                  |
| „Mangazyn”                      | Polska                     | wszyscy        | AMPOL                                              |                  |
| „Nakayoshi: Gress!”             | Indonezja                  | shōjo          | Elex Media Komputindo                              |                  |
| „Neo”                           | Wielka Brytania            |                |                                                    |                  |
| „Otaku”                         | Polska                     | wszyscy        | Studio JG                                          |                  |
| „Otaku USA”                     | Kanada · Stany Zjednoczone |                | Sovereign Media                                    |                  |
| „Otakuzine Anime Magazine”      | Filipiny                   |                | PSICOM Publishing Inc.                             |                  |
| „OzTAKU”                        | Australia                  |                |                                                    |                  |
| „Pox”                           | Szwecja                    |                |                                                    |                  |
| „Protoculture Addicts”          | Kanada · Stany Zjednoczone |                | Protoculture Inc.                                  |                  |
| „Pulp”                          | Kanada · Stany Zjednoczone | seinen         | Viz Media                                          |                  |
| „Raijin Comics”                 | Kanada · Stany Zjednoczone | seinen         | Gutsoon! Entertainment                             |                  |
| „RumblePakk”                    | Kanada · Stany Zjednoczone | shōnen         | EigoManga                                          |                  |
| „SakuraPakk”                    | Kanada · Stany Zjednoczone | shōjo          | EigoManga                                          |                  |
| „Samurai”                       | Szwecja                    | seinen         |                                                    |                  |
| „Shojo Beat”                    | Kanada · Stany Zjednoczone | shōjo          | Viz Media                                          |                  |
| „Shojo Stars”                   | Szwecja                    | shōjo          |                                                    |                  |
| „Shonen Jump”                   | Kanada · Stany Zjednoczone | shōnen         | Viz Media                                          |                  |
| „Shonen Jump”                   | Norwegia                   | shōnen         | Schibsted Förlag AB                                |                  |
| „Shonen Jump”                   | Szwecja                    | shōnen         | Bonnier Carlsen                                    |                  |
| „Shonen Magz”                   | Indonezja                  | shōnen         | Elex Media Komputindo                              |                  |
| „Shonen Star”                   | Indonezja                  | shōnen         |                                                    |                  |
| „Smile”                         | Kanada · Stany Zjednoczone | shōjo          | Tokyopop                                           |                  |
| „Super Manga Blast!”            | Kanada · Stany Zjednoczone | wszyscy        |                                                    |                  |
| „Tokyopop”                      | Kanada · Stany Zjednoczone | wszyscy        | Tokyopop                                           |                  |
| „Unimaga”                       | Kanada · Stany Zjednoczone |                |                                                    |                  |
| „Weekly Comic”                  | Malezja                    | wszyscy        |                                                    |                  |
| „Xuan Xuan”                     | Australia                  |                |                                                    |                  |
| „Yen Plus”                      | Kanada · Stany Zjednoczone |                | Yen Press                                          |                  |
| „Lazer”                         | Argentyna                  |                | Ivrea Editorial                                    |                  |